# Nová beseda
Nová beseda je české nezávislé nakladatelství non-fikční literatury, které zkoumá a zviditelňuje souvislosti mezi specializovanými oblastmi poznání. Název odkazuje na české historické umělecké sdružení Umělecká beseda, což odráží interdisciplinární přístup k vydávaným knihám - způsob zpracování oblasti vědy či praxe ji zpřístupňuje odborné veřejnosti z jiných oborů. Prvním titulem vydaným v Nové besedě byla kniha Filmové právo: Autorskoprávní perspektiva advokáta a filmového vědce Ivana Davida a prvním titulem profilové edice Co je nového kniha teoretického biologa a filozofa Antona Markoše Co je nového v biologii. Edice pokračuje knihami z dalších oborů. Doposud byly vydány knihy zaměřené na estetiku, management, filmovou vědu, psychologii, umělou inteligenci, lingvistiku, logiku, fyziku, hudbu, filozofii, právo, počítačové hry, sociologii, média a historii.
Novou besedu založili Andrea Slováková, Dana Fajmonová, Ivana Lukeš Rybanská a Ľuboš Slovák. Výtvarným redaktorem a autorem designu publikací je přední knižní grafik Jan Havel (Belavenir); s nakladatelstvím spolupracuje rovněž fotograf Karel Cudlín.

Nakladatelství propojuje „odborníky z humanitních, společenských a technických věd. Z pohybu na jejich pomezí vzcházejí ideje a interpretace, které přispívají k udržitelnější a odpovědnější společnosti. Fakty a věda se doplňují s uměním jakožto různá pojetí analýzy i reflexe každodennosti i dlouhodobé situace.“ Profilová edice nakladatelství se nazývá Co je nového. V poměrně útlých knížkách, které lze přečíst za jedno odpoledne, renomovaní autoři na méně než sto stranách shrnují stav přemýšlení, výzkumu a diskuse, paradigmata, aktuálně zkoumané otázky a myšlenkové proudy z nedávného vývoje ve svém oboru. Prvními vydanými knihami, jež do této edice spadají, se staly Co je nového v biologii (autor Anton Markoš) a Co je nového ve vzdělávání (autor Tomáš Feřtek). 

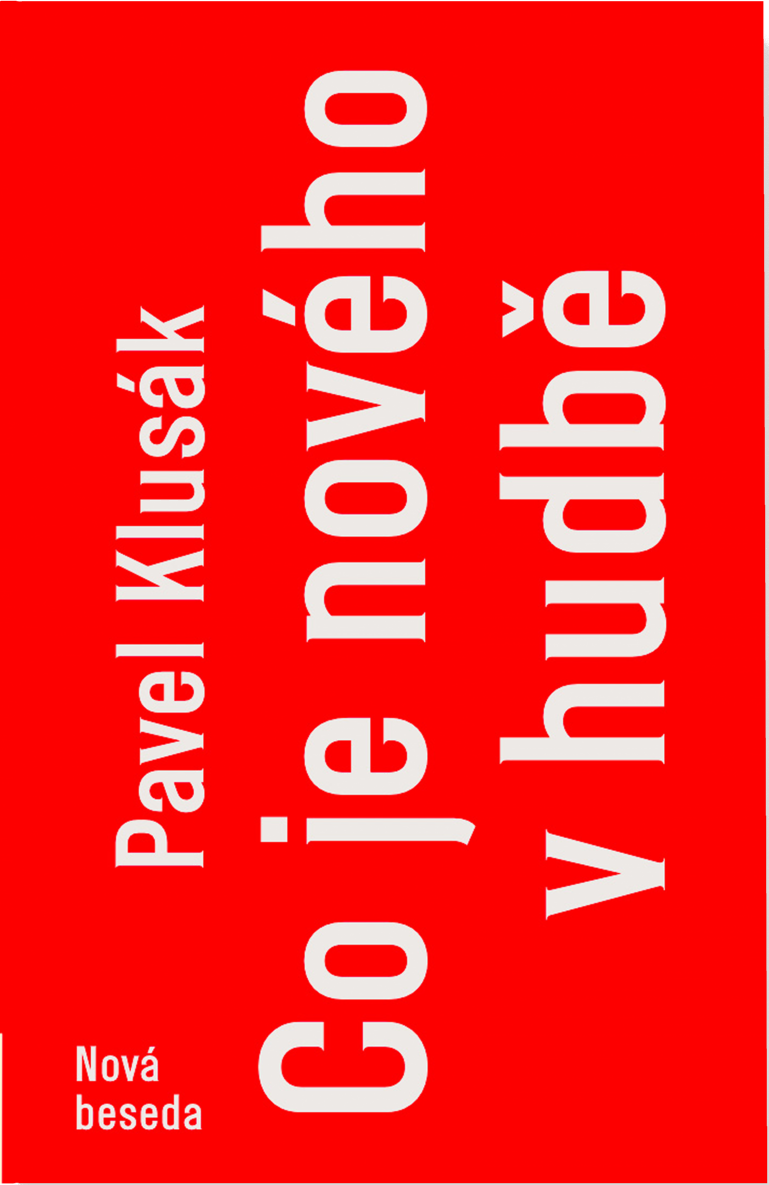
Obálka jedné z knih z edice nazvané Co je nového, o design edice pečuje grafik Jan Havel. Úryvek z nakladatelské anotace: Kniha přibližuje čas výrazných změn, který nastal od konce 90. let dvacátého století. Nesoustředí se jen na samotná hudební díla: sleduje cesty hudebního díla k publiku, které se zásadně proměnily s internetem, sdílením, pirátstvím, rozpadem velkého nahrávacího průmyslu a novou nezávislostí hudebníků.

## Seznam již vydaných knih
- Filmové právo: Autorskoprávní perspektiva (2015, autor Ivan David)[6]
- Co je nového v biologii (2015, autor Anton Markoš)[4][7]
- Co je nového ve vzdělávání (2015, autor Tomáš Feřtek)[5]
- Znaky a významy v evoluci (2015, autor Anton Markoš)[8]
- Co je nového v estetice (2016, autorka Tereza Hadravová)[9]
- Co je nového v managementu (2016, autor Stanislav Háša)[10]
- Co je nového ve filmové vědě (2017, autorka Andrea Slováková)[11]
- Co je nového v psychologii (2017, autor Zbyněk Vybíral)[12]
- Co je nového v umělé inteligenci (2017, autor Roman Barták)[13]
- Co je nového v lingvistice (2017, autor Dan Faltýnek)[14]
- Co je nového v logice (2018, autor Jaroslav Peregrin)[15]
- Co je nového ve fyzice (2018, autor Kateřina Falk)[16]
- Co je nového v hudbě (2018, autor Pavel Klusák)[17]
- Co je nového ve filozofii (2018, autor Miroslav Petříček)[18]
- Co je nového v právu (2019, autor Stanislav Mikeš)[19]
- Co je nového v počítačových hrách (2019, autorka Helena Bendová)[20]
- Co je nového ve vzdělání, 2. vydání (2019, autor Tomáš Feřtek)
- Filmové právo: Autorskoprávní perspektiva, 2. vydání (2020, autor Ivan David)
- Literární psychologie: Psychologie psaná spisovateli (2020, autor Zbyněk Vybíral)[21]
- Esej Nové besedy 1: Čemu věřit (2020, autorstvo Marie Větrovcová, Miroslav Marcelli, Stanislav Mikeš, Miroslav Petříček, Dan Faltýnek, Zbyněk Vybíral, Andrea Slováková, Tomáš Feřtek)[22]
- Co je nového v sociologii (2021, autor Radim Marada)
- Jak se dělá dokument: Autoři a tvůrčí metody (2022, editorstvo Andrea Slováková a Peter Kerekes)[23]
- Co je nového v médiích (2022, autor Filip Struhárik)[24]
- Esej Nové besedy 2: Co nepotřebujeme (2023, autorstvo Jakub Rákosník, Ján Markoš, Miroslav Marcelli, Stanislav Mikeš, Zbyněk Vybíral, Tereza Hadravová)[25]
- Co je nového v historii (2024, autor Jakub Rákosník)
- Esej Nové besedy 3: Co nezapomínáme (2024, autorstvo Petr Bláha, Dan Faltýnek, Tereza Hadravová, Bohumil Kartous, Radim Marada, Miroslav Marcelli, Stanislav Mikeš)

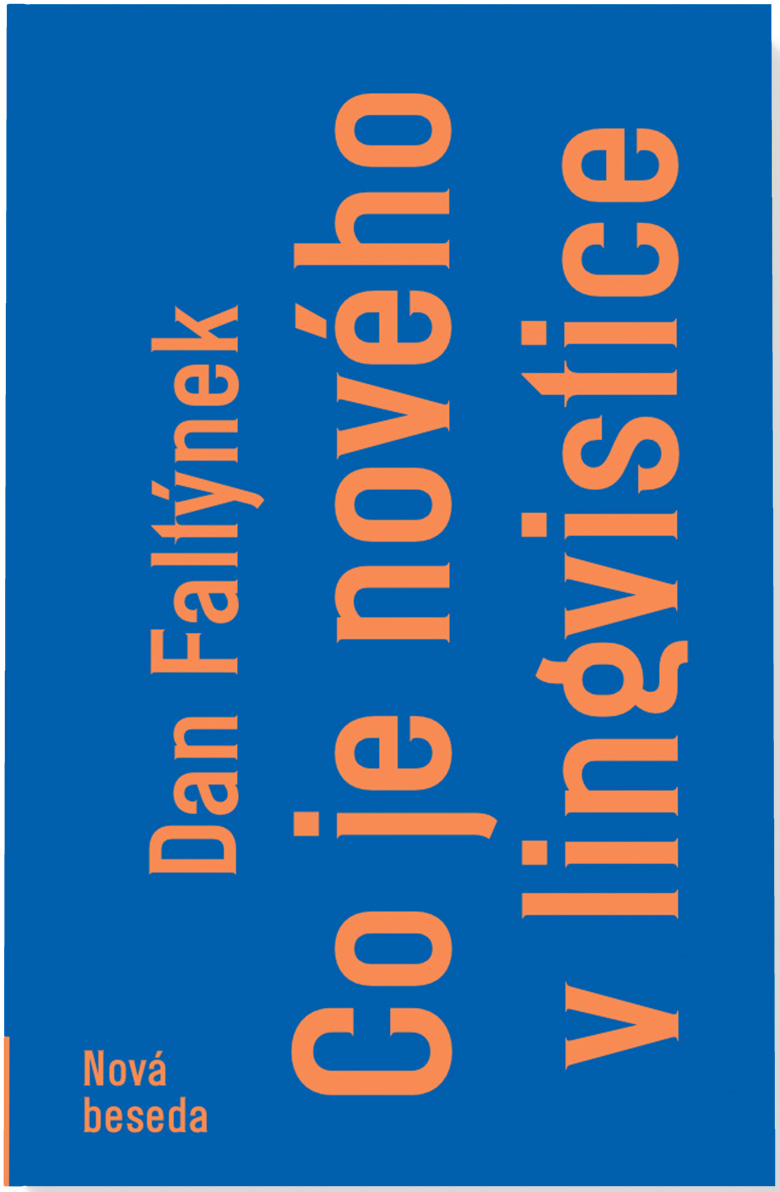
Úryvek z nakladatelské anotace: Proč nemůžeme zrušit tvrdé a měkké y/i? Co se stane, když se změní pravidla psaní velkých a malých písmen? Jak vypadá lingvistická analýza pokrmu kung-pao?